# Санта-Рита (Гуам)
Санта-Рита (англ. Santa Rita, чамор. Sånta Rita) — деревня и муниципалитет на юго-западном побережье Гуама (США) на холмах, выходящих к гавани Апра. Поселение было образовано после Второй мировой войны и является самым молодым муниципалитетом Гуама. На востоке находится крупнейший водоём Гуама Фена.

## История

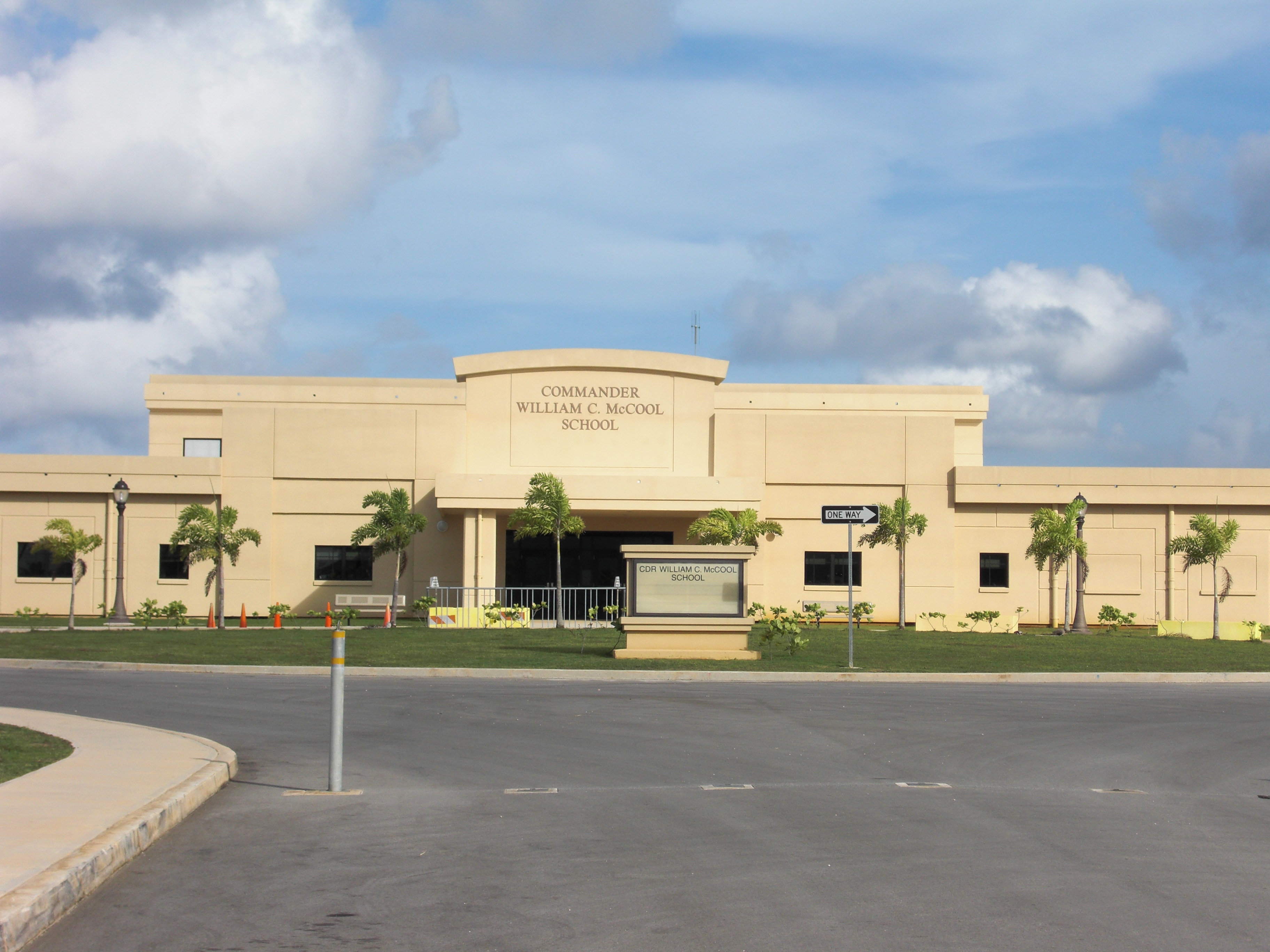
Школа Уильяма Маккула в Санта-Рите

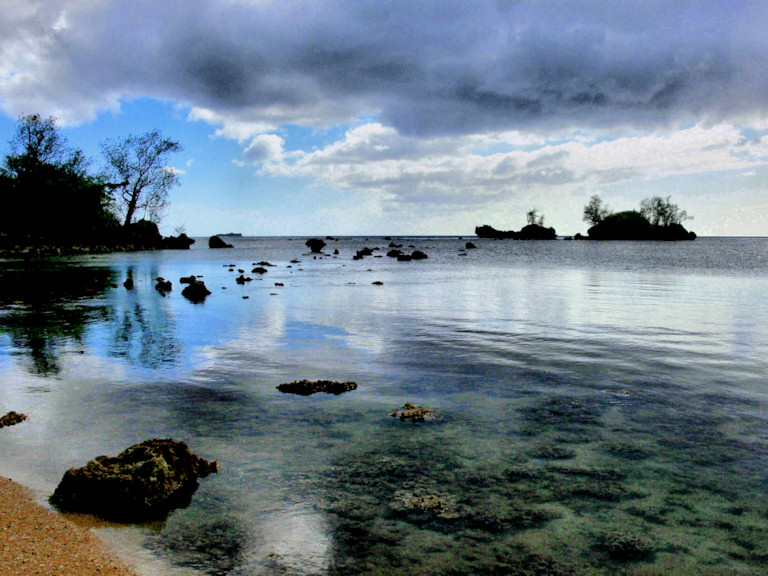
Вид на гавань Апра в Санта-Рите

До войны полуостров Ороте, который образует южную границу гавани Апра, занимало село Сумай. Когда-то оно было процветающим торговым центром, но во время освобождения Гуама от Японской империи оно сильно пострадало от бомбардировок вооруженными силами США. Американские военные взяли под свой контроль руины Сумая и построили военно-морскую базу, а жители Сумая были переселены на холмы между их бывшей деревней и Феной.
Они основали новую деревню, назвав поселение в честь святой Риты Кашийской. Водохранилище Фена, главный источник пресной воды на Гауме, граничит с восточной границей Санта-Риты.

## Демография
Население Агаты по переписи 2010 года составляет 6 084 человека.